# Armenië op het Junior Eurovisiesongfestival 2016
Armenië nam deel aan het Junior Eurovisiesongfestival 2016 in Valletta te Malta. Het was de 10de deelname van het land op het Junior Eurovisiesongfestival. ARMTV was verantwoordelijk voor de Armeense bijdrage voor de editie van 2016.

## Selectieprocedure
Op 2 november 2016 werd duidelijk dat de Armeense openbare omroep Anahit Adamian en Mary Vardanian intern had aangeduid als nationale vertegenwoordiger op het Junior Eurovisiesongfestival. In de Maltese hoofdstad Valletta brachten ze Tarber ten gehore.

## In Valletta
Armenië trad als 2de op op het Junior Eurovisiesongfestival 2016 in Valletta. Het land eindigde tweede.
2007 · 2008 · 2009 · 2010 · 2011 · 2012 · 2013 · 2014 · 2015 · 2016 · 2017 · 2018 · 2019 · 2020 · 2021 · 2022 · 2023 · 2024
Albanië · Armenië · Australië · Bulgarije · Cyprus · Georgië · Ierland · Israël · Italië · Macedonië · Malta · Nederland · Oekraïne · Polen · Rusland · Servië · Wit-Rusland